# Криминалистичко-полицијски универзитет
Криминалистичко-полицијски универзитет (КПУ) је државни универзитет у Београду. Највиша је и једина институција за високо образовање полицијских службеника у Србији.
Универзитет има три департмана у свом саставу и нуди студијске програме за основне струковне и академске, мастер академске и специјалистичке, као и докторске студије.

## Историјат

### Полицијска школа (1921—1931)
Образовање полицијских службеника у Србији, започело је оснивањем прве државне Полицијске школе 8. фебруара 1921. године, Уредбом министарства унутрашњих дела Краљевине Срба, Хрвата и Словенаца Милорада Драшковића. Њен први директор је био др Родолф Арчибалд Рајс, швајцарски криминолог и форензичар, професор Универзитета у Лозани.
Прва генерација је бројала 18 полицијских писара и 9 полицијских агената. Током школовања, изучавало се 14 предмета из области права, политичких наука, физике, хемије, форензике, криминологије и криминалистике: Кривично право, Кривични поступак, Закони, полицијске уредбе и наредбе са њиховим применама, Опште политичко образовање, Практична вежбања из кривичног права и поступка, Практична познавања из хемије и физике, Анатомија и хигијена, Судска медицина, Научна полиција, Идентификација и опис криваца, Криминологија и општа полицијска питања, Практична вежбања из техничке полиције, Практична вежбања из описа и идентификације, Специјална гимнастичка вежбања и Француски језик.
Међу тадашњим професорима је био биолог и физиолог академик др Иван Ђаја (каснији ректор Београдског универзитета).

### Централна школа за полицијске извршне службенике (1931—1941)
Министарском уредбом од 21. јануара 1931. године, основана је Централна школа за полицијске извршне службенике, која се налазила у Земуну.
Други светски рат је прекинуо високо образовање полицијских службеника.

### Виша школа за унутрашње послове (1972—2006)
Комунистичке власти у Југославији од 1944. године, дуго нису полагале на високо образовање полицијских службеника. Ради учвршћивања револуционарне власти, био је потребан масован пријем службеника народне милиције, због чега је организовано само средње образовање. Тако је основана Школа за подофицире Народне милиције у Врбасу од 1947. године, Школа за градску Народну милицију у Панчеву, Школа за командире станица Народне милиције у Земуну и Средња школа унутрашњих послова „Пане Ђукић“ у Сремској Каменици.
Закон о Вишој школи за унутрашње послове из 1972. године, отворио је пут обнови високог образовања полицијских службеника. Студије су најпре трајале четири, а потом пет семестара. Дипломирани студенти су стицали звање правника.

### Полицијска академија (1993—2006)
Закон о Полицијској академији је донет 30. јуна 1993. године, чиме је коначно основана високошколска установа за полицијско образовање. Закон је мењан 1998. и 2005. године.

### Криминалистичко-полицијска академија (2006—2014)
Криминалистичко-полицијска академија (КПА) је основана 7. јула 2006. године, одлуком Владе Републике Србије, коју је потписала потпредседница Ивана Дулић Марковић. Члановима 1. и 2. Одлуке, КПА је одређена као високошколска установа и наследник Полицијске академије и Више школе. Донет је и Закон о престанку важења Закона о Полицијској академији 26. јула 2006. године.

### Криминалистичко-полицијски универзитет (2014)
Одлуком Владе Републике Србије од 7. марта 2014. године, основан је Криминалистичко-полицијски универзитет (КПУ). Међутим, процедуре акредитације и добијања дозволе за рад КПУ, потрајале су до 2018. године, када је Министарство просвете, науке и технолошког развоја издало дозволу за рад и извођење 11 студијских програма. Привредни суд у Београду је 24. децембра 2018. године, својим решењем омогућио промену облика организовања из Криминалистичко-полицијске академије у Криминалистичко-полицијски универзитет и тиме признао правни континуитет ове установе.

## Руководство
На челу Криминалистичко-полицијског универзитета се налази ректор. Поред њега, постоје проректор за наставу, проректор за науку, проректор за материјално-финансијске послове и проректор за интеринституционалну сарадњу.
Савет је орган управљања Универзитета и састоји се од 17 чланова. Девет чланова Савета долази из редова запослених на Криминалистичко-полицијском универзитету, три члана из редова студената, а пет чланова бира Влада Републике Србије.

## Департмани
Криминалистичко-полицијски универзитет има три департмана: Департман криминалистике, Департман информатике и рачунарства и Департман форензичког инжењерства.

### Департман криминалистике
Руководилац департмана је проф. др Радомир Зекавица.

### Департман информатике и рачунарства
Руководилац департмана је проф. др Бранкица Поповић.

### Департман форензичког инжењерства
Руководилац департмана је проф. др Никола Милашиновић.

## Предавачи
- проф. др Обрад Стевановић